# 12 Dywizjon Artylerii Konnej

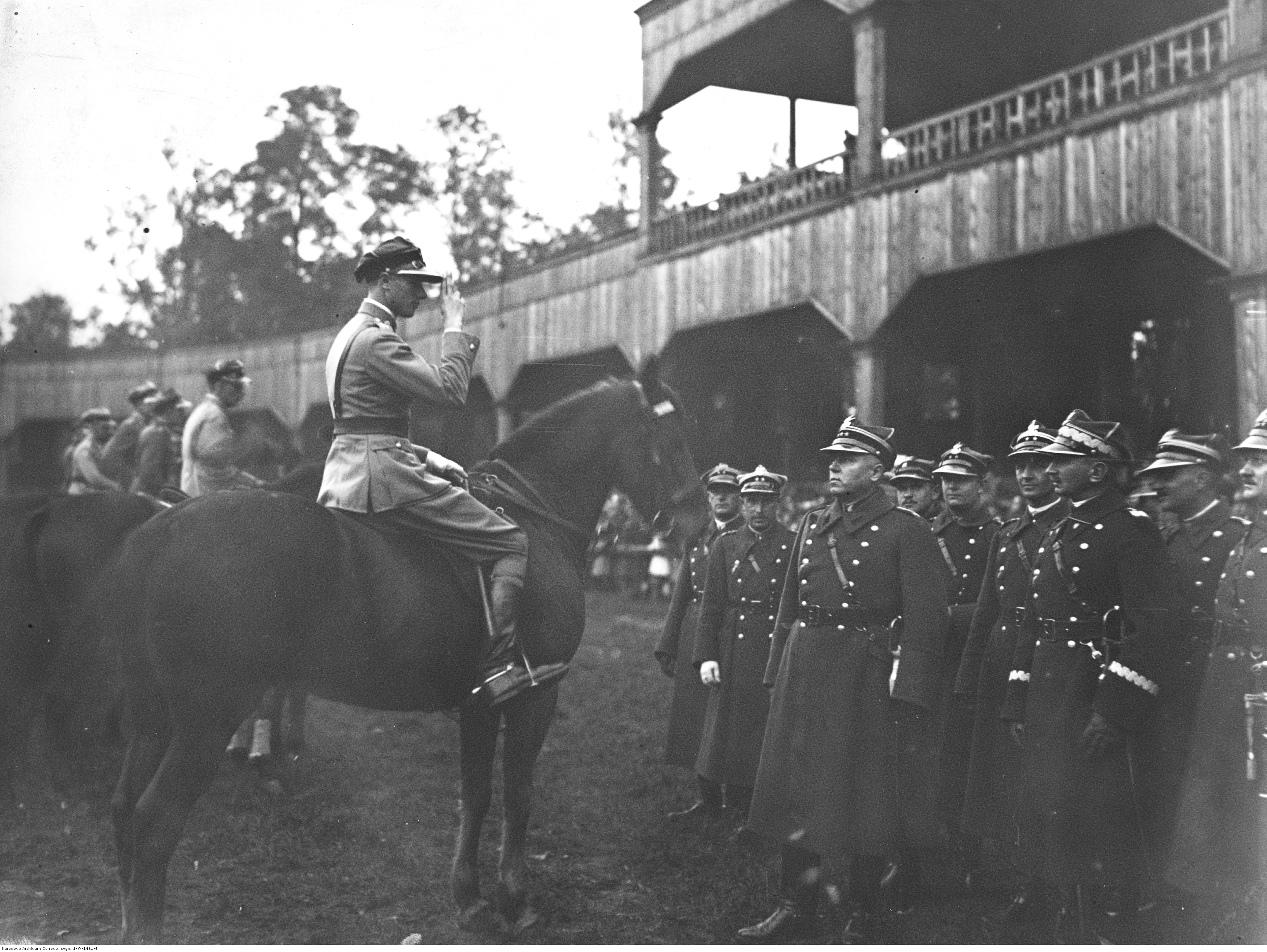
Zawody Związku Jeździeckiego Oficerów Artylerii Konnej w Warszawie - wręczenie nagrody zwycięzcy konkursu "ciężkiego" por. Emilowi Sikorskiemu z 12 dak; październik 1931.

12 dywizjon artylerii konnej (12 dak) – oddział artylerii konnej Wojska Polskiego w II Rzeczypospolitej.

## Historia dywizjonu
12 dywizjon artylerii konnej został sformowany w maju 1924 roku w Ostrołęce, w składzie 2 Dywizji Kawalerii. W skład dywizjonu weszły dwie baterie. Pierwsza bateria została przekazana przez 1 dywizjon artylerii konnej z Warszawy. Drugą baterię wydzielił ze swego składu 8 dywizjon artylerii konnej.
19 maja 1927 roku Minister Spraw Wojskowych marszałek Polski Józef Piłsudski ustalił i zatwierdził dzień 26 maja, jako datę święta pułkowego. 

31 marca 1937 dywizjon uległ rozformowaniu. I bateria powróciła do macierzystego 1 dak-u, a 2 bateria została podporządkowana dowódcy 14 dywizjonu artylerii konnej.

## Kadra dywizjonu
Dowódcy dywizjonu
- mjr / ppłk art. Andrzej Jan Zagrojski (V 1924[3] – III 1929[4])
- mjr / ppłk art. Wojciech Stachowicz (III 1929 – II 1935)
- ppłk art. Władysław Kaliszek (III 1935 – 1937)